# Secrets (soap opera)
Secrets è stata una soap opera scritta dalla autrice di best seller Judith Krantz. Oltre alla presenza di molti attori provenienti dalle principali soap e serial americani come David Birney (Serpico, A cuore aperto), Peggy Lipton (Twin Peaks), Jaime Lyn Bauer (I giorni della nostra vita), Tom Gibbs (Santa Barbara), il serial prevedeva la presenza degli attori cinematografici Sky Dumont (Eyes Wide Shut), Derek de Lint e degli italiani Fabiana Udenio e Enrico Mutti, in un piccolo ruolo.
Il produttore della soap John Conboy aveva già all'attivo il successo di Capitol, Febbre d'amore e Santa Barbara
Nata da una collaborazione tra Stati Uniti, Italia, Francia e Germania, la soap, pensata come risposta europea a Beautiful, poteva contare su un cast internazionale mentre le riprese vennero girate interamente negli studi milanesi della Rai con scene esterne a Nizza e Monte Carlo. Nel cast vide la partecipazione anche di due attrici italiane: Fabiana Udenio e Victoria Zinny.
La soap, ambientata in Costa Azzurra, narra le vicende del magnate Tom Strickland e della sua famiglia: la figlia Justine e il figlio ribelle Jag. La storia d'amore di Strickland con l'attrice hollywoodiana Olivia Owens sarà l'inizio di una serie di vicissitudini legate a denaro, giochi di potere e spionaggio che riporterà alla luce vecchi dissapori, passioni proibite e anche l'omicidio della prima moglie di Tom, madre dei suoi figli. Il titolo fa riferimento al fatto che ogni personaggio della soap nasconde uno o più segreti che verranno svelati nel corso dello svolgimento della serie.

## Cast
- David Birney: Thomas Strickland
- Peggy Lipton: Olivia Owens
- Sherilyn Wolter: Justine Strickland
- Timothy Gibbs: Claude Rodier
- Jim O'Connor: Jag Strickland
- Jaime Lyn Bauer: Elizabeth Alsop
- Sam Hennings: Roy Alsop
- Kelly Miller: Nikki West
- Michael Durrell: Victor Sabachelli
- William Bumiller: Dan Dawson
- Christina Caron: Lisa Creighton
- Sky Dumont: Len Creighton
- Derek de Lint: Paul Rodier
- Sally Ann Howes: Tina Matthews
- Fabiana Udenio: Betts Mondovini
- Jon Soresi: Darius Penopoulos
- Victor Spinetti: Sigmund Vandenhoff
- Stèphane Bonnet: Robert Matan
- Victoria Zinny: Catherine Rodier